# Hodász
Hodász är en ort i Ungern.   Den ligger i provinsen Szabolcs-Szatmár-Bereg, i den nordöstra delen av landet, 240 km öster om huvudstaden Budapest. Hodász ligger 147 meter över havet och antalet invånare är 3 489.
Terrängen runt Hodász är mycket platt. Runt Hodász är det ganska glesbefolkat, med 42 invånare per kvadratkilometer. Närmaste större samhälle är Mátészalka, 10,0 km öster om Hodász. Omgivningarna runt Hodász är en mosaik av jordbruksmark och naturlig växtlighet.